# 内奥米·密契森
内奥米·密契森（英語：Naomi Mitchison，全称密契森男爵夫人内奥米·玛丽·玛格丽特·密契森，Naomi Mary Margaret Mitchison, Baroness Mitchison，1897年11月1日—1999年1月11日，娘家姓霍尔丹）是一位苏格兰小说家和诗人，总共写了90多本历史和科幻小说、游记和自传。

## 个人生活
内奥米·密契森的父亲是生理学家约翰·斯科特·霍尔丹，兄长是遗传和进化生物学家J·B·S·霍尔丹。她1916年与狄克·密契森结婚，成年的长子是细菌学家丹尼斯·密契森，次子是动物学家默多克·密契森，三子是动物免疫学家阿夫里奥·密契森，孙辈中包括细胞生物学家蒂姆·密契森和汉娜·M·密契森。

## 纪念
詹姆斯·杜威·沃森的科学研究自传《双螺旋：发现DNA结构的故事》在扉页就写了“献给内奥米·密契森”